# خواکین لوپز (بازیکن فوتبال آرژانتینی)
خواکین لوپز (انگلیسی: Joaquin Lopez؛ زادهٔ ۶ ژانویهٔ ۱۹۹۵) بازیکن فوتبال اهل آرژانتین است.